# Kelly Stubbins
Kelly Stubbins (Melbourne (Victoria), 24 maart 1984) is een Australische zwemster.

## Carrière
Bij haar internationale debuut, op de Gemenebestspelen 2006 in haar geboorteplaats Melbourne, veroverde Stubbins samen met Libby Trickett, Bronte Barratt en Linda Mackenzie de gouden medaille op de 4x200 meter vrije slag. Op de Pan Pacific kampioenschappen zwemmen 2006 in Victoria eindigde de Australische als negende op de 200 meter vrije slag, op de 50 en de 100 meter vrije slag strandde ze in de series. Op de 4x200 meter vrije slag legde ze samen met Bronte Barratt, Shayne Reese en Linda Mackenzie beslag op de zilveren medaille, samen met Shayne Reese, Linda Mackenzie en Melanie Schlanger sleepte ze bronzen medaille in de wacht op de 4x100 meter vrije slag.
Tijdens de Australische kampioenschappen zwemmen 2008 in Sydney wist Stubbins zich niet te kwalificeren voor de Olympische Zomerspelen 2008 in Peking. In Manchester nam de Australische deel aan de wereldkampioenschappen kortebaanzwemmen 2008, op dit toernooi werd ze uitgeschakeld in de series van de 200 meter vrije slag. Op de 4x100 meter vrije slag veroverde ze samen met Alice Mills, Shayne Reese en Angie Bainbridge de zilveren medaille, samen met Bronte Barratt, Angie Bainbridge en Kylie Palmer sleepte ze de bronzen medaille in de wacht op de 4x200 meter vrije slag.
Tijdens de Pan Pacific kampioenschappen zwemmen 2010 in Irvine strandde ze in de series van de 50, 100 en 200 meter vrije slag. Op de wereldkampioenschappen kortebaanzwemmen 2010 in Dubai legde Stubbins, op de 4x200 meter vrije slag, samen met Blair Evans, Jade Neilsen en Kylie Palmer beslag op de zilveren medaille. Op de 4x100 meter vrije slag zwom ze samen met Emma McKeon, Kylie Palmer en Kotuku Ngawati in de series, in de finale eindigden McKeon en Ngawati samen met Felicity Galvez en Marieke Guehrer op de vierde plaats.
In Shanghai nam de Australische deel aan de wereldkampioenschappen zwemmen 2011. Op dit toernooi zwom ze samen met Merindah Dingjan, Yolane Kukla en Marieke Guehrer, in de finale eindigden Dingjan en Guehrer samen met Bronte Barratt en Alicia Coutts op de vijfde plaats.

## Internationale toernooien
| Jaar | Olympische Spelen | WK langebaan                                       | WK kortebaan                                                             | PanPacs                                                                                                 | Gemenebestspelen  |
| ---- | ----------------- | -------------------------------------------------- | ------------------------------------------------------------------------ | --- | ----------------- |
| 2006 |                   |                                                    | geen deelname                                                            | 32e 50m vrije slag · serie 100m vrije slag · 9e 200m vrije slag · 4x200m vrije slag · 4x100m vrije slag | 4x200m vrije slag |
| 2007 |                   | geen deelname                                      |                                                                          | |                   |
| 2008 | geen deelname     |                                                    | 9e 200m vrije slag · 4x100m vrije slag · 4x200m vrije slag               | |                   |
| 2009 |                   | geen deelname                                      |                                                                          | |                   |
| 2010 |                   |                                                    | 4e 4x100m vrije slag · Stubbins zwom enkel de series · 4x200m vrije slag | 24e 50m vrije slag 22e 100m vrije slag 21e 200m vrije slag                                              | geen deelname     |
| 2011 |                   | 5e 4x100m vrije slag Stubbins zwom enkel de series |                                                                          | |                   |

## Persoonlijke records
Bijgewerkt tot en met 2 juli 2011

### Kortebaan
| Afstand         | Tijd    | Datum             | Plaats    |
| --------------- | ------- | ----------------- | --------- |
| 50m vrije slag  | 24,97   | 2 juli 2011       | Adelaide  |
| 100m vrije slag | 53,56   | 22 september 2008 | Melbourne |
| 200m vrije slag | 1.55,34 | 21 november 2009  | Singapore |

### Langebaan
| Afstand         | Tijd    | Datum         | Plaats |
| --------------- | ------- | ------------- | ------ |
| 50m vrije slag  | 25,65   | 20 maart 2009 | Sydney |
| 100m vrije slag | 54,93   | 6 april 2011  | Sydney |
| 200m vrije slag | 1.58,58 | 3 april 2011  | Sydney |